# 刘弘弼
劉弘弼（？—947年），十国南漢初代高祖皇帝劉龑的第六子。
南漢高祖劉龑有19子，劉弘弼为第六子。生母不詳。大有五年（932年），劉弘弼被封为齐王。劉龑的第四子南汉第三代皇帝中宗劉晟即位，劉弘弼出为建武军节度使（治邕州）。后来刘弘杲得罪被杀，劉弘弼害怕，自请入朝。中宗同意。回到兴王府（广州）后被中宗幽禁在私宅。乾和五年（947年），与弟弟劉弘暐、刘弘简、刘弘建、刘弘济、刘弘道、刘弘照、刘弘益同日被杀。他们的女儿被中宗纳入后宫，儿子全被杀死。